# الحركة البيئية في أستراليا

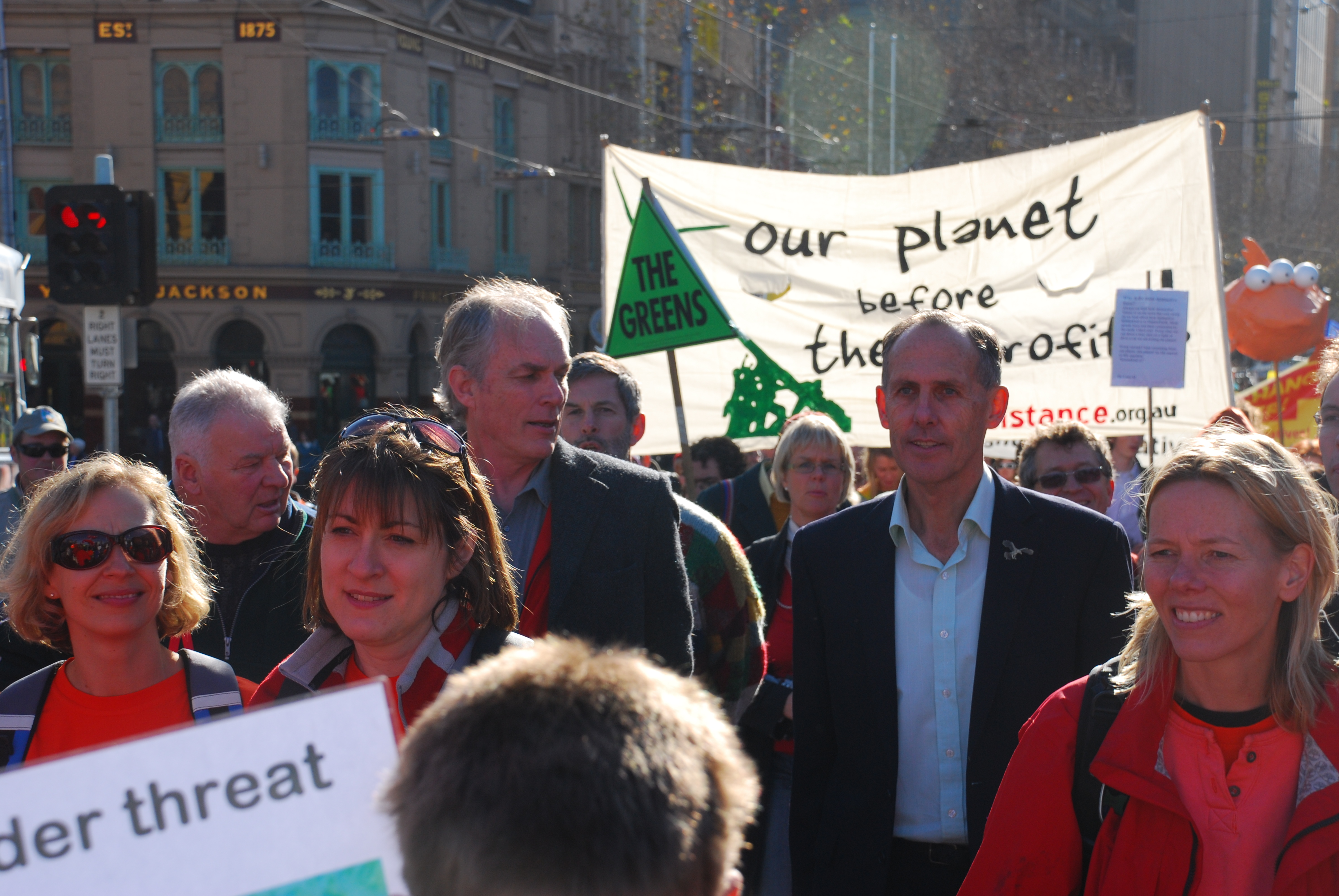
مظاهرة حول تغير المناخ في ملبورن في 5 يوليو 2008

بدأت الحركة البيئية في أستراليا حركةً محافِظة، فكانت أول حركة في العالم تتحول إلى حركة سياسية. كانت أستراليا أول بلد تشهد أحزاب الخضر.
يمثِّل الحركة البيئية العادية جماعات عديدة تُدعى أحيانًا «منظمات غير حكومية»، وتكون على المستوى المحلي والوطني والدولي. تختلف هذه المنظمات اختلافًا كبيرًا من حيث الآراء السياسية والتأثير الذي تريد تأثيره في السياسة البيئية في أستراليا وغيرها. تتألف الحركة البيئية حاليًّا من جماعات وطنية كبيرة وأخرى محلية لها اهتمامات محدودة. يُوجد أيضًا 5,000 من جماعات رعاية الأرض في الولايات الست ومناطق البرَّين الرئيسين.
اشتهرت الحركة في أستراليا بجهود نشطاء بيئيين أستراليين بارزين، منهم بوب براون وپيتر غاريت وستيف إروين وتيم فلانري وديفيد فلاي.

## تاريخها
لم يكن للمستوطنين الأوروبيين الأوائل اهتمام كبير ببيئة القارة، وكان التركيز حينئذ في استغلال مواردها الوفيرة، وفي تقليل عدائيتها وتقريبها من البيئة الأوروبية ليشعر المستوطن بأنه في داره.
ظهرت أول بوادر الحركة البيئية هناك بنمو الحركة الطبعانية في مطلع القرن التاسع عشر.

### الطبعانيون الميدانيون الأوائل
وصل الطبعانيون إلى أستراليا مبكرًا جدًّا. كان جوزيف بانكس (طبعاني وعالم نباتات) عضوًا في الرحلة الأولى لجيمس كوك وفي الأسطول الأول.
على رغم بعض الاكتشافات النباتية على يد أمثال جوزيف مايدن، والتدهور السريع للموائل الأصلية، والفهم المتزايد للبيئة الأصلية، لم تتشكل المنظمات إلا بعد عدة عقود. تأسس «نادي فيكتوريا للطبعانيين الميدانيين» في 1880، بُعَيد تأسُّس نادي طبعانيِّي نيوساوث ويلز ومجتمع جنوب أستراليا للطبعانيين الميدانيين. في 1904 تأسست منظمة شبيهة في تاسمانيا.
على رغم وجود حركة حيوانية قوية في العصر الفكتوري، لم يكن ثمة اهتمام يُذكر بالحفاظ على البيئة أو إدارتها، وفي البداية كان تركيز أولئك الطبعانيين منصبًّا على التصنيف والنشاط الأكاديمي.

### المنتزهات الوطنية المبكرة
ظهرت فكرة الحفاظ على الأرض في 1879، حين تأسس المنتزه الوطني الملكي في سيدني، عقب تأسس منتزه يلوستون الوطني في الولايات المتحدة بوصفه منطقة حفاظية. قبلئذ كانت منطقة ترفيهية.
بنمو الحركة الحفاظية ازدادت المنتزهات الوطنية.

### رد الفعل تجاه الأنواع المهددة بالانقراض
في 1908 شاركت جمعية الطبعانيين الفكتورية ولجنة إدارة شنخة ويلسونز في الدعوة إلى الحفاظ على النمر التسماني، وهو نوع انقرض في تاسمانيا من جراء الصيد. بعدئذ أسس أعضاء من تلك الجماعة «محمية هيلسفيل».